# 흰배환도상어
흰배환도상어(학명: Alopias vulpinus)는 악상어목에 속하는 환도상어의 일종이다. 전 세계의 열대에서 아한대 해역의 연안으로부터 외양까지 널리 분포한다. 환도상어류 중에서 가장 크며, 전체 길이는 8m에 달한다. 겉모습이 원양환도상어(A. pelagicus)와 유사하여, 자주 혼동한다. 작은 물고기 등을 꼬리지느러미로 공격하여 포식한다. 난태생이다. 3~8년이면 성숙해지며, 매년 2~4마리의 새끼를 낳는다. 번식 속도를 웃도는 남획으로 개체수가 감소하고 있다.